# WAR (KDE)
WAR(Web ARchive)ファイルは静的なHTMLなどのウェブページを内包するためのファイルフォーマット。
tar.gzのファイルを参照するため、ウェブページをまるで元のウェブページにいるかのようにオフラインで見ることができる。
Konquerorはこのフォーマットのみしかサポートしていないが、ほとんどのシステムで容易に展開できるためその他のブラウザでも使用しやすい。

## 選択肢と変換
- MHTMLはInternet Explorer、Opera、ACCESS NetFront Browserが対応している単一ファイル形式。 Mozilla Firefoxも拡張機能で対応させることができる。MIMEエンコーディングのせいでMHTMLはWARより容量が大きくなってしまう。
  - MHTMLファイルをKDE WARフォーマットに変換するためのユーティリティとして、kmhtConvert 0.7.3がある。

- WebArchiveは、Safariでのウェブページ保存の独自単一ファイル形式。Windows版のSafariでも対応している。
  - WebArchiveをWARに変換するにはWebarcherを用いる。